# Esther Borja
Esther Borja Lima (5 dicembre 1913 – 28 dicembre 2013) è stata un soprano cubana.

## Biografia
Esther Borja Lima, nata a L'Avana, ha studiato solfeggio e teoria musicale da Juan Elósegui e cantando da Rubén Lepchutz. Si laureò come insegnante nel 1934 e iniziò la sua carriera nel 1935; quell'anno si esibì, con Ernesto Lecuona al pianoforte, al Teatro Nazionale (ora Gran Teatro de La Habana) e all'Auditorium Amadeo Roldán. Lo stesso anno cantava il valzer Damisela encantadora nell'operetta Lola Cruz di Lecuona. La sua voce è stata descritta come "un bellissimo mezzosoprano con chiara dizione e un buon feeling per la melodia".
All'epoca Borja iniziò la sua carriera, e per anni dopo, Rita Montaner fu la principale star musicale di palcoscenico a Cuba. Tuttavia, Montaner (che era anche una brava pianista) spostò gradualmente la sua carriera dal canto in stile lirico a ruoli e film di personaggi afro-cubani, e poi iniziò alcuni straordinari programmi radiofonici con umorismo pungente e satira politica. Borja, d'altra parte, è rimasta principalmente una cantante, e in seguito ha assunto alcune delle parti soprano che Montaner aveva precedentemente dominato.
Borja fece il suo primo tour all'estero in Argentina nel 1936 con Lecuona, sua sorella Ernestina e Bola de Nieve. Il quartetto fece un film, Adiós, Buenos Aires, nel 1937, ed Esther vi rimase fino al 1943. Dalla sua nuova base in Argentina, Borja cantò e suonò zarzuele di Lecuona e altri compositori, e fece tournée in Cile, Perù, Brasile e Uruguay. Nel 1943 tornò a Cuba per lavorare in concerti organizzati da Eliseo Grenet e partì di nuovo per andare a New York. Lì è apparsa con Lecuona nella Steinway Hall fino a quando Sigmund Romberg non l'ha messa sotto contratto per apparire con la sua orchestra alla Carnegie Hall.
Ha completato cinque tournée negli Stati Uniti con questa band. Poi è tornata a Cuba e ha continuato la sua carriera in operette, zarzuele e alla radio. Le sue ultime apparizioni nel teatro lirico furono a Madrid e Barcellona nel 1953.
Per venti anni alla televisione cubana, dal 1961, ha diretto lo spettacolo Álbum de Cuba, e ha cantato in luoghi in tutta Cuba. Muore il 28 dicembre 2013, a 100 anni.